# Грачёв, Денис Александрович
Денис Александрович Грачёв (род. 3 августа 1982, Чайковский, Пермская область) — российский боксёр-профессионал, выступающий в полутяжёлой весовой категории (англ. light heavyweight). Чемпион мира по кикбоксингу (2005), бронзовый призёр чемпионата мира по кикбоксингу (2004), трёхкратный чемпион России по кикбоксингу (2005—2006 годов).

## Биография
Грачев родился в 1982 году в городе Чайковский, Пермская область. Начал обучение кикбоксингом в возрасте 14 лет. В 2005 году Грачев окончил Чайковский государственный институт физической культуры по степени бакалавра в физической культуре.
В 2006 году Грачев переехал в Сан-Диего, Калифорния. Денис соревновался в США по правилам муай-тай.
Когда Денис Грачев впервые приехал в США, он не владел английским языком и обучался в одном из языковых классов Сан-Диего. В этот период, он совмещал занятие кикбоксингом со смешанными единоборствами. В связи с отсутствием популярности кикбоксинга в США, Денис Грачев в конечном счете отдал полное предпочтение боксу в 2011 году. Грачев заявлял, бокс был для него интереснее, но в его родном городе не было нормальных залов, и он отдавал предпочтение кикбоксингу на ранних этапах спортивной карьеры.

## Кикбоксинг
Как любитель по кикбоксингу, Грачев достигнул рекорда 123-18, с 40 досрочными победами.
В 2004 году, Грачёв на чемпионате мира WKA-IAKSA в Базеле (Швейцария), выиграл бронзовую медаль в весовой категории до 81 кг. В следующем году на любительского чемпионата мира в Сегеде, (Венгрия) , Грачев выиграл золотую медаль, по правилам полного контакта, а также заслужил классификацию международного мастера спорта по кикбоксингу.
Так же Грачёв четырёхкратный призёр Российских первенств по кикбоксингу. В 2006 году по правилам полного контакта, в весовой категории до 86 кг, в Челябинске Грачёв завоевал бронзу. Трижды Денис завоёвывал золото. В 2006 году, в Самаре (-81 Кг) (лёгкий контакт). В 2006 году, в Череповце (-84 Кг) (легкий контакт). И в 2005 году, в Новомосковске (-81 Кг) (полный контакт).
После переезда в Соединенные Штаты в 2006 году, Грачев соревновался в своем первом поединке по кикбоксингу по правилам муай-тайского кикбоксинга против легенды Мэнсона Гибсона 7 июля 2007 года. Бой был санкционирован Международной федерацией кикбоксинга с Муай Тай полутяжелом чемпионате мира. Грачев выиграл титул чемпиона мира с третьего раунда техническим нокаутом над Гибсоном. Угол Гибсона бросил в полотенце от слишком большого доминирования россиянина.
29 ноября 2007 года, Грачев стал WBC Муай Тай чемпион мира в полутяжёлом весе.

## MMA
В 2007 году помимо кикбоксинга, Грачёв принял решение заняться Смешанными боевыми искусствами.
Первые три поединка Денис выиграл нокаутом. В августе 2008 года, в своём четвёртом поединке, Денис проиграл по очкам бразильцу Рикардо Фунчу.
Со статистикой 3-1, Грачёв завершил выступление в ММА.

## Профессиональная боксёрская карьера
Грачёв дебютировал на профессиональном боксёрском ринге в июле 2007 года. Проводил по 2-3 боя в год, что было не много как для дебютанта, но учитывая совмещение с другими боевыми искусствами, Грачёв часто выходил на ринг. Провёл 8 победных поединков, и следующий бой свёл вничью с мексиканским джорнименом Эрнесто Кастанеда.
После спорного боя, Грачёв более года не выходил на ринг. Первый бой после возвращения и окончательного перехода в бокс, не совмещая с кикбоксингом, Грачёв победил по очкам непобеждённого гаитиянского боксёра, Азеа Аугустама (8-0) в январе 2011 года.
В мае 2011 Денис нокаутировал в 5-м раунде непобеждённого американца, Владина Биосса (11-0). Бой был очень жёсткий, и Грачёв несколько раз потрясал правым кроссом американца, пока рефери не прекратил бой.
Через 2 месяца, Грачёв нокаутировал американского джорнимена, Эдди Каминеро и завоевал молодёжные континентальный и интерконтинентальный титулы по версии WBC в полутяжёлом весе.

### Грачёв против Силлаха
В апреле 2012 года, Денис вышел на ринг с непобеждённым украинцем, Исмаилом Силлахом (17-0) за титул чемпиона Северной Америки по версии NABF. Грачёв так же был непобеждённым, но ставки и коэффициент на победу Силлаха составляли 10 к 1. Жёсткий и техничный украинец в третьем раунде отправил Грачёва на канвас, но Денис тут же пошёл в атаку, демонстрируя что не был потрясён нокдауном. Со второй половины боя Грачёв нарастил темп, и в 8-м раунде сильно потряс украинца. Заметив что Силлах «поплыл» от удара, Грачёв бросился добивать его, и это вынудило рефери вмешаться в поединок и прекратить бой. Грачёв победил техническим нокаутом в 8-м раунде.

### Грачёв против Буте
3 ноября 2012 года, Денис Грачёв отправился в Канаду, для боя с румынским боксёром, бывшим чемпионом мира, Лучианом Буте. Первая половина боя вышла достаточно конкурентной. Грачёв шёл в ближний бой, а Буте пытался выцеливать россиянина с дистанции. Со второй половины поединка, тактика румына начала себя оправдывать, и общее число точных попаданий приходилось за Лучианом Буте. Последние раунды румынский боксёр откровенно демонстрировал своё превосходство в ринге, но Денис до финального гонга принимал бой, и достойно его провёл. По истечении 12-и раундов близким решением судей победу присудили Лучиану Буте. Но несмотря на поражение, Грачёв уверенно продемонстрировал конкурентное противостояние бывшему чемпиону мира.

### Турнир в Монако
30 марта 2013 года в Монако, Денис Грачёв вышел на ринг с не имеющим поражений ветераном, 39-летним бывшим чемпионом мира Жолтом Эрдеи. С первых минут боя был виден класс и высокий уровень возрастного венгерского боксёра. Эрдеи был очень быстрым, и наносил больше точных ударов. К второй половине боя венгр немного под устал, и россиянин поднял активность. По итогам 10-и раундов раздельным решением судей победу присудил Грачёву. Многие обозреватели сошлись во мнении что Эрдеи ограбили судьи, и он был убедительней в поединке с Грачёвым.
13 июля состоялся финальный поединок за приз в 1 000 000 $. 60 % из которых полагалось победителю финального боя. Денис проиграл нокаутом в первом же раунде от доминиканца Эдвина Родригеса. Родригес трижды посылал Грачёва в нокдаун и к концу первого раунда вынудил рефери прекратить поединок.
15 марта 2014 года Грачёв разгромно проиграл по очкам боксёру из Малави, Айзеку Чилембе.

## Статистика профессиональных боёв
В таблице перечислены результаты всех поединков боксёров.
В каждой строке указан результат поединка. Дополнительно номер поединка обозначен цветом, который обозначает итог поединка. Расшифровка обозначений и цветов представлена в нижеследующей таблице.
| Пример | Расшифровка                     |
| ------ | ------------------------------- |
|        | Победа                          |
|        | Ничья                           |
|        | Поражение                       |
|        | Планируемый поединок            |
|        | Поединок признан несостоявшимся |
| КО     | Нокаут                          |
| ТКО    | Технический нокаут              |
| PTS    | Решение судей (по очкам)        |
| UD     | Единогласное решение судей      |
| MD     | Решение большинства судей       |
| SD     | Раздельное решение судей        |
| RTD    | Отказ от продолжения боя        |
| DQ     | Дисквалификация                 |
| NC     | Поединок признан несостоявшимся |

| 36 поединков, 20 побед (11 нокаутом), 1 ничья, 15 поражений (только 2 досрочно). | 36 поединков, 20 побед (11 нокаутом), 1 ничья, 15 поражений (только 2 досрочно). | 36 поединков, 20 побед (11 нокаутом), 1 ничья, 15 поражений (только 2 досрочно). | 36 поединков, 20 побед (11 нокаутом), 1 ничья, 15 поражений (только 2 досрочно). | 36 поединков, 20 побед (11 нокаутом), 1 ничья, 15 поражений (только 2 досрочно). | 36 поединков, 20 побед (11 нокаутом), 1 ничья, 15 поражений (только 2 досрочно). | 36 поединков, 20 побед (11 нокаутом), 1 ничья, 15 поражений (только 2 досрочно).                                                      |
| Бой                                                                              | Рекорд                                                                           | Дата                                                                             | Соперник                                                                         | Место проведения боя                                                             | Результат, Раундов                                                               | Комментарии |
| -------------------------------------------------------------------------------- | -------------------------------------------------------------------------------- | -------------------------------------------------------------------------------- | -------------------------------------------------------------------------------- | -------------------------------------------------------------------------------- | -------------------------------------------------------------------------------- | --- |
| 37                                                                               |                                                                                  | 11 декабря 2021                                                                  | Георгий Кушиташвили (дебют)                                                      | КРК «Уралец», Екатеринбург, Свердловская область, Россия                         | (6)                                                                              | |
| 36                                                                               | 20(11)-15-1                                                                      | 4 ноября 2021                                                                    | Василий Войцеховский (7-0)                                                       | RCC Boxing Academy, Екатеринбург, Свердловская область, Россия                   | UD 8 (8)                                                                         | Счёт: 73-79, 72-80 (дважды). |
| 35                                                                               | 20(11)-14-1                                                                      | 10 сентября 2021                                                                 | Робин Сирван Сафар (12-0)                                                        | Tennis Center, Делрей-Бич, Флорида, США                                          | UD 8 (8)                                                                         | Счёт: 74-78, 73-79, 72-80. |
| 34                                                                               | 20(11)-13-1                                                                      | 20 апреля 2021                                                                   | Маркус Браун (23-1)                                                              | Shrine Exposition Center, Лос-Анджелес, Калифорния, США                          | UD 10 (10)                                                                       | Счёт: 90-100 (трижды). |
| 33                                                                               | 20(11)-12-1                                                                      | 4 марта 2021                                                                     | Стив Джеффрард (17-2)                                                            | Delray Beach Boxing Club, Делрей-Бич, Флорида, США                               | UD 8 (8)                                                                         | Счёт: 73-79, 74-78 (дважды). |
| 32                                                                               | 20(11)-11-1                                                                      | 21 ноября 2020                                                                   | Радивое Калайджич (24-2)                                                         | Тампа, США                                                                       | UD 8 (8)                                                                         | Счёт: 72-79, 71-80 (дважды). |
| 31                                                                               | 20(11)-10-1                                                                      | 15 февраля 2020                                                                  | Иван Мендез Рая (2) (1-8)                                                        | Тихуана, Мексика                                                                 | KO 6 (8), 2:48                                                                   | |
| 30                                                                               | 19(10)-10-1                                                                      | 16 ноября 2019                                                                   | Альфонсо Лопес (31-3)                                                            | Конро, США                                                                       | UD (10)                                                                          | Счёт:93-97, 92-98, 94-96. Бой за вакантный титул чемпиона по версии NABF в полутяжёлом весе.                                          |
| 29                                                                               | 19(10)-9-1                                                                       | 11 октября 2019                                                                  | Чед Доусон (35-5)                                                                | Хартфорд, США                                                                    | UD (8)                                                                           | Счёт:72-80, 73-79, 72-80. Бой за вакантный титул чемпиона по версии WBC USNBC в полутяжёлом весе.                                     |
| 28                                                                               | 19(10)-8-1                                                                       | 17 августа 2019                                                                  | Чарльз Фостер (18-0)                                                             | Спрингфилд, США                                                                  | UD (10)                                                                          | Счёт:93-97, 99-100, 91-99. Бой за титул чемпиона по версии NABA в полутяжёлом весе (3-я защита Фостера).                              |
| 27                                                                               | 19(10)-7-1                                                                       | 28 июня 2019                                                                     | Иван Мендез Рая (1-5)                                                            | Тихуана, Мексика                                                                 | UD (4)                                                                           | Счёт:38-37, 40-35, 39-36. |
| 26                                                                               | 18(10)-7-1                                                                       | 1 июня 2019                                                                      | Хулио Алькантар Майорс (2-10-1)                                                  | Тихуана, Мексика                                                                 | TKO 2 (8), 2:56                                                                  | |
| 25                                                                               | 17(9)-7-1                                                                        | 27 апреля 2019                                                                   | Даниэль Йокупичо (6-49-2)                                                        | Тихуана, Мексика                                                                 | UD (6)                                                                           | Счёт:60-54 трижды. |
| 24                                                                               | 16(9)-7-1                                                                        | 21 апреля 2018                                                                   | Адам Бальски (11-0)                                                              | Ченстохова, Польша                                                               | UD (10)                                                                          | Счёт:93-97, 91-99, 93-97. Бой за вакантный титул чемпиона Польши International в первом тяжёлом весе.                                 |
| 23                                                                               | 16(9)-6-1                                                                        | 12 февраля 2018                                                                  | Имре Шелло (19-0)                                                                | Будакалаш, Венгрия                                                               | UD (10)                                                                          | 93-96, 89-100, 93-96. |
| 22                                                                               | 16(9)-5-1                                                                        | 19 августа 2017                                                                  | Алехандро Гардуно (1-5-1)                                                        | Тихуана, Мексика                                                                 | UD (6)                                                                           | 60-54, 60-54, 59-55. |
| 21                                                                               | 15(9)-5-1                                                                        | 13 июля 2017                                                                     | Хесус Мануэль Паэз (8-3)                                                         | Тихуана, Мексика                                                                 | TKO 3 (6), 2:31                                                                  | |
| 20                                                                               | 14(8)-5-1                                                                        | 29 октября 2016                                                                  | Октавио Кастро (16-15-2)                                                         | Гвадалахара, Мексика                                                             | UD (8)                                                                           | 78-73, 79-71, 79-71. |
| 19                                                                               | 13(8)-5-1                                                                        | 15 ноября 2014                                                                   | Томас Остхойзен (22-0-2)                                                         | Кемптон-Парк, ЮАР                                                                | RTD 11 (12), 3:00                                                                | Бой за вакантный титул интернационального чемпиона по версии WBC.                                                                     |
| 18                                                                               | 13(8)-4-1                                                                        | 9 сентября 2014                                                                  | Рыно Либенберг (15-0)                                                            | Кемптон-Парк, ЮАР                                                                | UD (12)                                                                          | 112-116, 108—120, 111—117. Бой за вакантный титул Silver light по версии WBC.                                                         |
| 17                                                                               | 13(8)-3-1                                                                        | 15 марта 2014                                                                    | Айзек Чилемба (21-2-2)                                                           | Бетлехем (Пенсильвания), США                                                     | UD (10)                                                                          | 90-100, 91-99, 91-99. |
| 16                                                                               | 13(8)-2-1                                                                        | 13 июля 2013                                                                     | Эдвин Родригес (23-0)                                                            | Монте-Карло, Монако                                                              | TKO 1 (10), 2:50                                                                 | Турнир четырёх боксёров за приз в 1 000 000 $ (60 % победителю). Финал.                                                               |
| 15                                                                               | 13(8)-1-1                                                                        | 30 марта 2013                                                                    | Жолт Эрдеи (33-0)                                                                | Монте-Карло, Монако                                                              | SD (10)                                                                          | 94-96, 96-94, 96-94. Турнир четырёх боксёров за приз в 1 000 000 $ (60 % победителю). Полуфинал.                                      |
| 14                                                                               | 12(8)-1-1                                                                        | 3 ноября 2012                                                                    | Лучиан Буте (30-1)                                                               | Квебек, Канада                                                                   | UD (12)                                                                          | 113-115, 110—118, 112—116. Бой за титул чемпиона Северной Америки по версии NABF, 1-я защита Грачёва.                                 |
| 13                                                                               | 12(8)-0-1                                                                        | 27 апреля 2012                                                                   | Исмаил Силлах (17-0)                                                             | Остин (Техас), США                                                               | TKO 8 (10), 2:18                                                                 | Бой за титул чемпиона Северной Америки по версии NABF, 2-я защита Силлаха.                                                            |
| 12                                                                               | 11(7)-0-1                                                                        | 9 июля 2011                                                                      | Эдди Каминеро (7-4)                                                              | Голливуд (Флорида), США                                                          | TKO 3 (10), 1:29                                                                 | Бой за вакантный титул молодёжного интерконтинентального чемпиона мира по версии WBC, чемпиона континентальной Америки по версии WBC. |
| 11                                                                               | 10(6)-0-1                                                                        | 6 мая 2011                                                                       | Владине Биоссе (11-0)                                                            | Машантакет, США                                                                  | TKO 4 (10), 2:56                                                                 | |
| 10                                                                               | 9(5)-0-1                                                                         | 14 января 2011                                                                   | Азеа Аугустама (9-0)                                                             | Майами, США                                                                      | MD (8)                                                                           | 78-74, 78-74, 76-76. |
| 9                                                                                | 8(5)-0-1                                                                         | 11 декабря 2009                                                                  | Эрнесто Кастанеда (11-8-1)                                                       | Машантакет, США                                                                  | MD (6)                                                                           | 58-56, 57-57, 57-57. |
| 8                                                                                | 8(5)-0                                                                           | 12 ноября 2009                                                                   | Роберто Баро (13-7)                                                              | Сан-Диего, США                                                                   | KO 3 (6), 2:58                                                                   | |
| 7                                                                                | 7(4)-0                                                                           | 27 августа 2009                                                                  | Карлос Рауль Ибарра (7-2-1)                                                      | Сан-Диего, США                                                                   | MD (6)                                                                           | 59-55, 58-56, 57-57. |
| 6                                                                                | 6(4)-0                                                                           | 30 апреля 2009                                                                   | Айодеджи Фадеи (10-7-1)                                                          | Сан-Диего, США                                                                   | TKO 4 (6), 1:00                                                                  | |
| 5                                                                                | 5(3)-0                                                                           | 23 октября 2008                                                                  | Томас Хейнс (4-5)                                                                | Сан-Диего, США                                                                   | TKO 3 (6), 0:54                                                                  | Стоячий нокаут. |
| 4                                                                                | 4(2)-0                                                                           | 24 июля 2008                                                                     | Кейлеб Колдуэлл (2-2-1)                                                          | Сан-Диего, США                                                                   | KO 2 (4), 2:26                                                                   | |
| 3                                                                                | 3(1)-0                                                                           | 11 октября 2007                                                                  | Фримен Тафт (4-4-3)                                                              | Порт-Уайними, США                                                                | UD (4)                                                                           | 40-36, 40-36, 40-36. |
| 2                                                                                | 2(1)-0                                                                           | 29 июля 2007                                                                     | Роберт Райан (0-1-2)                                                             | Монтебелло (Калифорния), США                                                     | UD (4)                                                                           | 40-35, 40-36, 40-36. |
| 1                                                                                | 1(1)-0                                                                           | 24 июня 2007                                                                     | Росендо Рубалькаба (Дебют)                                                       | Сан-Диего, США                                                                   | KO 2 (4), 2:06                                                                   | Профессиональный дебют. |